# Wągniki (powiat bartoszycki)
Wągniki (niem. Wangnick) – osada w Polsce położona w województwie warmińsko-mazurskim, w powiecie bartoszyckim, w gminie Górowo Iławeckie przy drodze wojewódzkiej nr 512. W latach 1975–1998 miejscowość administracyjnie należała do województwa olsztyńskiego.

## Historia
Wieś założona najpóźniej w XV w., gdyż w 1469 Zakon oddał ją jako majątek ziemski swemu zaciężnemu rycerzowi Preglowi. W XVI i XVII majątek ziemski Wągniki należał do rodu von Kreytzen. W 1889 r. do majątku ziemskiego Wągniki należał folwark Katławki (niem. Kattlack) oraz Gajówka i obejmował łącznie 809 ha ziemi. Dobra te były w posiadaniu rodziny Gampów. 
W 1935 r. do tutejszej szkoły, zatrudniającej jednego nauczyciela, uczęszczało 60 uczniów. W 1939 r. we wsi mieszkało 207 osób. 
W 1983 był to przysiółek i funkcjonował tu PGR, ujmowany w jedną jednostkę z Paprociną.